# أندروميدا مقيدة إلى الصخور بالسلاسل
أندروميدا مقيدة إلى الصخور بالسلاسل هي لوحة زيتية رسمها رامبرانت في عام 1630 تقريباً، اللوحة حالياً ضمن مقتنيات متحف ماورتشهاوس في هولندا.